# Vogelwijk (Den Haag)
De Vogelwijk is een wijk in het stadsdeel Segbroek van de gemeente Den Haag, in de Nederlandse provincie Zuid-Holland. 
De wijk wordt begrensd door de Houtrustweg in het noordoosten, de Sportlaan in het zuidoosten, de De Savornin Lohmanlaan in het zuidwesten en de Westduinen in het noordwesten. De wijk grenst aan de wijken Bomen- en Bloemenbuurt, Bohemen en Meer en Bos, Kijkduin en Ockenburgh, Duindorp en Geuzen- en Statenkwartier.
De Vogelwijk is tussen 1910 en 1960 aangelegd in de voormalige Segbroekpolder. De wijk is aangelegd als tuinwijk (de oorspronkelijke naam was Tuinwijk Houtrust) en is een van de meest geliefde woonwijken van Den Haag, met veel losstaande villa's en hoogwaardige huizenblokken in expressieve baksteenarchitectuur. In 1927-1928 zijn rond de Kwartellaan, in het midden van de wijk, 86 woonhuizen gebouwd door architect Alexander Kropholler, die ook veel kerken en kloosters heeft gebouwd.
In 1942 werd deze wijk ontruimd en afgesloten in het kader van Atlantikwall. Sommige straten werden afgebroken. In het naoorlogse deel van de wijk staan duplexwoningen, waarvan de bedoeling was dat ze na het oplossen van de woningnood weer omgezet zouden worden in eengezinswoningen. Dat is echter nooit gebeurd. Op 14 februari 2002 kreeg deze wijk een status van gemeentelijk beschermd stadsgezicht.
Vanuit de Laan van Poot leiden meerdere duinovergangen naar het Noordzee-strand. Aan de Laan van Poot ligt sinds 1938 een grote atletiekbaan, waar de vereniging HAAG Atletiek gevestigd is.
In de wijk lagen ook de Houtrusthallen, een sportcomplex uit 1937, waar ook onder meer concerten werden gehouden. Het dak van het sportcentrum Houtrust was in slechte staat, veroorzaakt door betonrot. De gemeente Den Haag had geen geld voor groot onderhoud. In 2002 werd het complex afgebroken. Veel mensen namen afscheid voordat dit gebouw werd gesloopt.

## Openbaar vervoer
De eerste lijn die in de wijk kwam, op de Sportlaan, was tramlijn 7 in 1922, via de 2e Sweelinckstraat. In 1923 reed tramlijn 7 tot aan de Kwartellaan. In 1925 kwam de tweede HTM-stadsbuslijn, buslijn 4 (2e), via Thomsonlaan, Goudsbloemlaan, Daal en Bergselaan en Duinlaan. In 1927 werd dit buslijn M, en in 1955 werd het buslijn 24 (1e). In 1928 werd tramlijn 7 ingekort en vervangen door de nieuwe tramlijn 21. In 1937 werd deze vernummerd in tramlijn 2 (2e), en verlengd tot de Buizerdlaan. In 1942 werd deze tramlijn alweer opgeheven wegens aanleg van de Atlantikwall. Na de oorlog kwam de tram niet terug op de Sportlaan. In 1931 ging tramlijn 3 via Goudenregenstraat, Goudsbloemlaan naar het einde van de Kwartellaan rijden, en was daarmee de enige tramlijn die echt ìn de Vogelwijk kwam. In 1942 werd ook deze tramlijn opgeheven wegens aanleg van de Atlantikwall. In 1955 werd het traject pas herstelt, maar dat was te laat. Het bleef onrendabel en verdween al in 1966. De vervangde buslijn 2, met weinig ritten, hield het zelfs maar een half jaar vol. Na de oorlog ging buslijn G echt door de Vogelwijk rijden, en over de Laan van Poot. Zomerlijn L naar Scheveningen reed daar ook. In 1955 werd buslijn G veranderd in buslijn 21 en ging doorrijden naar Bohemen. In 1966 werd buslijn 21 vernummerd in buslijn 4 (4e) en reed niet meer dóór de wijk maar alleen nog over de Sportlaan. In 2004 werd dit buslijn 24 (3e). 
Voor de Houtrusthallen lagen tussen 1937 en 1948 opstelsporen voor trams die tot daar reden. Ze waren verbonden met tramlijn 21 en, via de Houtrustbrug, met tramlijn 11.

## Zie ook

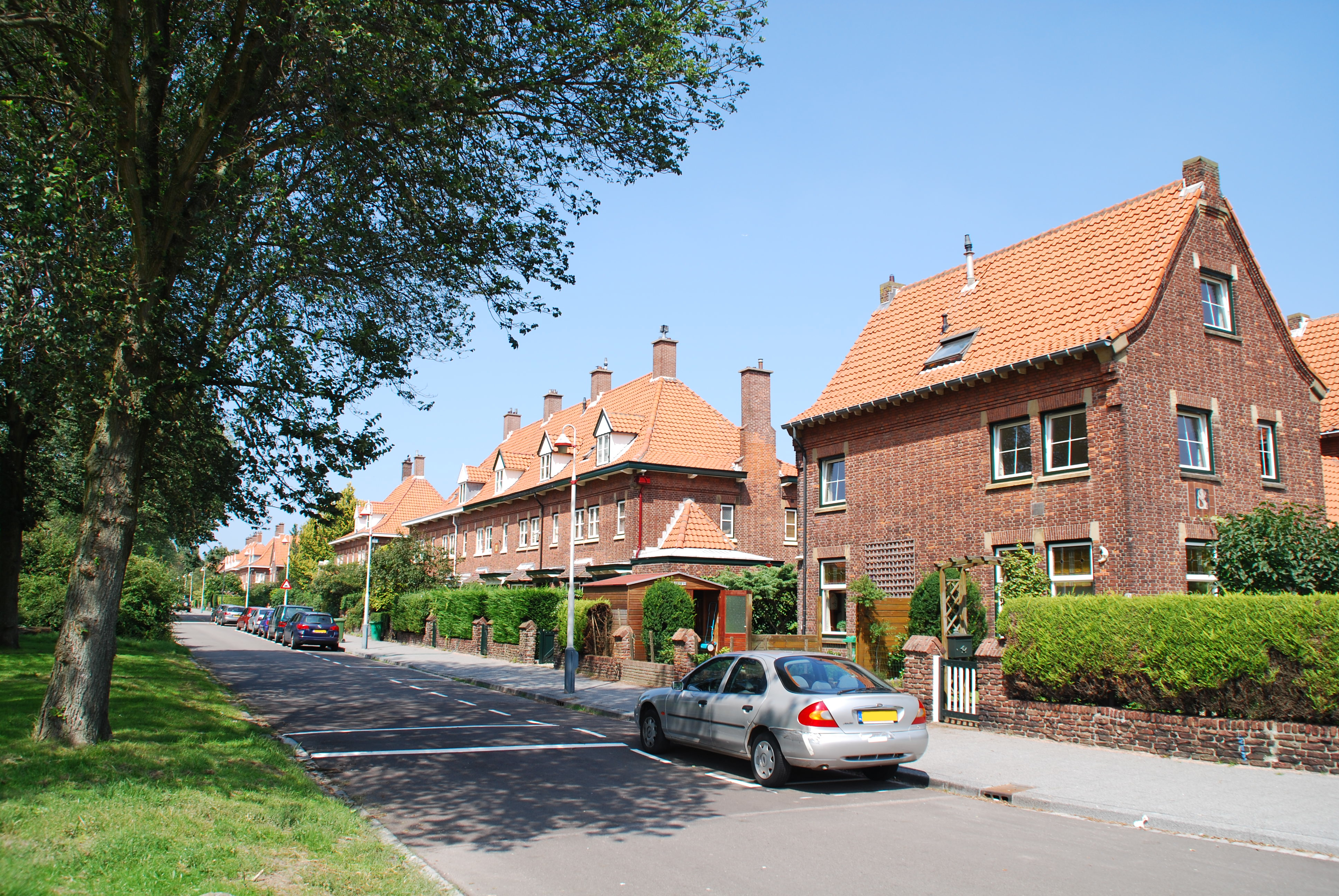
Woningen van Kropholler aan de Kwartellaan